# رادیکال اسپورت‌کارز
رادیکال اسپورت‌کارز (انگلیسی: Radical Sportscars) شرکت خودروسازی بریتانیایی است، که در سال ۱۹۹۷ تأسیس شد.